# Herina zojae
Herina zojae är en tvåvingeart som beskrevs av Kameneva 1999. Herina zojae ingår i släktet Herina och familjen fläckflugor. Inga underarter finns listade i Catalogue of Life.